# Barcelone, Parc au crépuscule
Barcelone, Parc au crépuscule és un documental espanyol mut dirigit per Segundo de Chomón, produït per Pathé Frères i estrenat l'any 1904.

## Descripció
La pel·lícula presenta vistes panoràmiques del parc de la Ciutadella, de l'efecte més graciós segons el catàleg de Pathé.
Barcelone - Parc au crépuscule ha estat qualificat de veritable poema pels seus efectes crepusculars, obtinguts amb una fotografia de contrail·luminació i un tint de la còpia en malva-cinabri, una tècnica que Segundo de Chomón va desenvolupar més tard a Dévaliseurs nocturnes.
La pel·lícula també utilitza els moviments de càmera, havent-se col·locat la càmera sobre una plataforma muntada sobre rodes o en un cotxet, la qual cosa anticipa el desenvolupament del pla de seguiment que posteriorment farà Segundo de Chomón per al rodatge de Cabiria.
PPathé va enviar un operador, Vallouy, a Barcelona l'abril de 1904 per ajudar Segundo de Chomón en la fotografia d'aquesta pel·lícula.

## Fitxa tècnica
- Director: Segundo de Chomón
- Auxiliar de càmera: Vallouy